# Avraham Barkai
Avraham Barkai (Berlino, 1921 – Lehavot HaBashan, 29 febbraio 2020) è stato uno storico e saggista israeliano, nato in Germania. Basò la sua carriera in qualità di ricercatore sull'antisemitismo.
Condusse altre ricerche anche al Leo Baeck Institute di Gerusalemme e lavorò per il centro di ricerca del memoriale di Yad Vashem. Fece anche studi individuali sulla storia ebraico-tedesca del XIX secolo, sull'emigrazione degli ebrei tedeschi negli Stati Uniti e sul nazionalsocialismo. Dal 1997 alla morte fu membro della commissione degli storici fondata dalla Deutsche Bank, incaricata di svolgere uno studio sull'era nazista presso l'Istituto di storia economica e sociale della Università libera di Berlino. Nel marzo 2003 ricevette da quest'ultima la laurea honoris causa.